# 学園創世 猫天!
『学園創世 猫天!』（がくえんそうせい ねこてん）は、岩原裕二による日本の漫画作品。『チャンピオンRED』（秋田書店）にて2006年7月号より2008年12月号まで連載された。単行本は全5巻刊行。フロンティアワークスより、ドラマCD化された。

## ストーリー
寮生は一人1匹猫を飼っていいというシステムを持つ全寮性の高校『叉美学園』に入学した早川優美と飼い猫の勘助。入学式の後に突然霊獣が現れたことをきっかけに桐姫という姫とその飼い猫の白雪という思念体に出会い、優美と勘助は「対の者」として力を授かる。優美と勘助は、1000年前に『双籠』という国があり、火焔という大妖怪に滅ぼされたことを聞く。
こうして、優美と勘助は「対の者」の6人の生徒会とともに火焔を倒すことになった。

## 用語
叉美学園（またびがくえん）
都会の郊外に位置する私立学園。全寮制。桟道阿騎隆によって創設された。創立100年を越える。
特色として寮生は一人一匹ネコを飼って良いという点がある。飼い猫は自身の名前と飼い主の名前とクラスが記名された認証プレートを付けることを義務付けされている。学制服は男子は青色の詰襟、女子はピンク色のブレザーにリボン。
学園には2種類の結界が張られている。一つは、それぞれの建物にかけられた霊的なモノを防ぐ結界で、通称「小結界」。これにより妖怪たちの侵入を防ぐが、ある程度の力を持っている妖怪には力技で破られてしまう。また人間に憑りついた妖怪の侵入は、阻めない。桟道によって作られた。もう一つは、学園の土地全体にかけられた巨大な結界で、通称「大結界」。これは、人の記憶に作用し、不可思議なことや妖怪を見てもすぐに忘れてしまうように出来ている。対の者には、効果は無い。また妖怪を学園の外に出さない働きも持つ。大昔から存在し、6人の陰陽師によって作られた。
対の者（ついのモノ）
姫と白雪により選ばれた双籠の守護者。6名の陰陽師のシステムで6人の人間と6匹の猫によって構成されるが、ユミが新たに加わり7人となっている。
対の者は身体の何処かに紋章が刻まれ、対となる人と猫が揃うことにより不思議な力を発揮できる。力は各人によって異なり、本人の特技が力となって増幅される。また、火焔を倒すと『願いが一つ叶う』といわれている。
双籠（ふたかご）
作中では、他の語との混同を避けて「双籠の地」と呼称されることが多い。叉美学園のある辺りに1000年前存在した国。火焔によって滅ぼされた。
双籠の結界（ふたかごのけっかい）
上記の「大結界」のこと。1000年前に6人の陰陽師によって作られ、地上の霊獣たちを全て封印することに成功した。しかし火焔の攻撃や経年劣化により効果が薄れることでやがて破られると解明した桟道阿騎隆によって学園と対の者が準備された。
霊獣（れいじゅう）
いわゆる妖怪として知られるもの。人間に敵意を持ち、かつては、その圧倒的な力と特殊な能力で人間を脅かした。1000年前に火焔を筆頭に双籠の地に攻撃を仕掛けたが双籠の結界によって封印されたため現代には、存在しない。
霊獣の本来の役割は、各々が守護する種を見守る事である。このため霊獣同士は、自分の種を守らなくてはならないので基本的に敵対している。翻って言えば人間に限らず霊獣にとって自分たちの種を攻撃する相手は、本来、全て敵である。しかし人間が極めて特異で強大な種として地上に繁栄し始めると霊獣全体の敵として認知されるようになった。次第に一部の霊獣は、人間に味方し、一部の霊獣は、これまでにない協力関係を結ぶようになった。
システム
双籠の地に集められた巨大な石柱。これが霊獣を実体化させ、人間の魔術、魔力などを地上で発現させる物体である。誰が何の目的で作ったのかは、作中において言及されなかった。
信久は、これを「世界の不思議を司る”システム”だ。」と表現し、霊獣たちを服従させるために利用しようとした。

## 登場人物
※キャストはドラマCD版

### 叉美学園

#### 叉美学園生徒会
叉美学園とその生徒を大妖怪・火焔の一味から護るために存在する、対の者だけで構成された生徒会。当然全員ネコを飼っている。生徒会の面々は左腕に腕章を装着する。生徒会は小鳥によると問題児ばかりである。
早川優美（はやかわ ゆみ）
声：平野綾
本作品の主人公。1年生の女子。通称「ユミ」。ドジっ娘。生徒会には空いた席が無いため所属してはいない。入学早々制服の上着を九十九一首に破かれてしまうため着ていない。特技は編み物で、いつも嫌がるカンスケに自作の服を着せていた。対の者となった後もカンスケに女装させたりして彼をキレさせている。
対の者の1人で、存在しないはずの7組目。能力は「編み物」。右の手の甲に紋章がある。紋章が発動すると特殊な毛糸を召喚し、それがイメージ通りに自動で編み上がり、カンスケに着せることにより彼を変身させる。毛糸は伸縮自在でかなり頑丈。編み方次第で武器にも防具にもなる。一度消すとしばらく出せない。
勘助（カンスケ）声：泰勇気
ユミの飼い猫。雑種。4歳のオス。飼い主を「ユミ」と呼ぶ。鈴のついた赤い首輪を付けている。短気。肩と尻と尾がトラ縞で頭に大きな傷があるのが特徴。4年前、交通事故で死に掛けていたところをユミに命を助けてもらった。それ以来、彼女に恩を感じ日頃から感謝して生きている。ユミを護るために力を欲したため、姫に対の者として選ばれた。
ユミの編み物を着ることにより、人型の獣人へと変化する。変身すると身体能力が飛躍的に向上する。
秋藤つばめ（あきふじ つばめ）
声：下野紘
叉美学園生徒会の書記長。2年生の男子。人間の女子・ネコのメス問わず人気がある。本好き。金髪。のちに火焔に憑依される。
対の者の1人。能力は「視力」。紋章は両目にある。自身がいる空間内を瞬時に把握し、何処に何がいるか、対象との距離などを知ることが出来る。
桜（サクラ）
つばめの飼い猫。純血種の白猫。5歳のメス。大和の実妹。瞳の色は赤。飼い主を「ツバメさん」と呼ぶ。首輪はピンクのリボン。礼儀正しく丁寧な応対をし、カンスケを気にかけてやっている。兄である大和の事は「兄様」と呼んでいる。
紋章は左耳の裏にある。能力を発動すると、身体が変化し、天の羽羽弓（アマノハハユミ）という名の弓矢になり、伝説の神殺しの矢である天の羽羽矢（アマノハハヤ）を射る。ツバメの能力により、その矢は絶対に外れない。因みに天の羽羽弓と天の羽羽矢は日本神話に出てくる架空の弓矢。
蓮谷小鳥（はすたに ことり）
声：神田朱未
叉美学園生徒会の副会長。3年生の女子。責任感がある。小柄だが巨乳。通称「副会長」。両親は離婚しており、母方に引き取られた模様。物事を話し合いだけで解決させることができると信じているが、実際はそれは難しく、話をまとめるため相手をねじ伏せる圧倒的な力を欲した。そのため、姫に対の者として選ばれた。味方に優しく敵にも優しいが、切れると能力を発動する。
対の者の1人。能力は「料理」。得意料理をイメージすると再現され、それをムサシマルに食べさせることによりパワーアップさせる。
武蔵丸（ムサシマル）声：園部好德
小鳥の飼い猫。ペルシャ系の混血。6歳のオス。叉美学園の野良猫たちのボス。飼い主を「小鳥」と呼ぶ。小鳥が11歳の頃、親戚の家で産まれた一匹で小鳥の家に引き取られた。対の者のネコの中で最も巨体。
紋章は右肩にある。小鳥の能力により再現された料理を食べることにより、巨大化する。巨大化した際は後ろ足で立って敵を殴ったりできる。
日野出司（ひので つかさ）
声：平田宏美
叉美学園生徒会の文化委員長。2年生の男子。小柄で童顔。自他共に認める大の女好きで、女性のために一生懸命になるが、誰か一人の特別になろうとは決してしない。いつもニコニコ笑って笑みを絶やさない。夢の中のように自由に立ち向かえる力を現実でも行動することによって実現し、数々の信頼を得てきた努力家でもある。
対の者の1人。能力は「夢」。紋章は左測頭部にある。ライムの夢の中の精神世界では彼の思い通りになり、無敵と自負する。恐竜を出現させたり、辺りを砂地に変えたり、受けた傷を瞬時に回復させることが可能。だが相手も自由意志で動けるため必ずしも無敵というわけではない。夢の中で受けた攻撃は司とライム以外には夢とはいえ実際にダメージを受ける。
来夢（ライム）
司の飼い猫。短毛種で折れ耳型のスコテッシュ・ホールド。5歳のオス。飼い主を「つかさ君」と呼ぶ。いつも眠たく気だるげ。
紋章は左測頭部にある。目を閉じた瞬間に能力が発動し、眠りに至る。覚醒すると夢の世界は終了する。能力を発動している間は眠っているため一切行動は不可で、その上いつ目が覚めるかわからず、強力な能力であるが故に制約も多い。
神尾伸（かみお しん）
声：鈴木達央
叉美学園生徒会の生徒会長。3年生の男子。メガネをかけている。通称「会長」。対の者の1人。自身が戦う能力を持つ。日本刀が武器。
大和（ヤマト）
会長の飼い猫。純血種の白猫。6歳のオス。サクラの実兄。対の者の猫たちのリーダー的存在。端整な顔立ち。
山本海也（やまもと かいや）
叉美学園生徒会の風紀委員長。3年生の男子。
翡翠（ヒスイ）
海也の飼い猫。シャム猫。6歳のメス。飼い主を「ダーリン」と呼ぶ。
青木二葉（あおき ふたば）
叉美学園生徒会の保健委員長。3年生の女子。クールな印象で人嫌い。対の者の1人。怪我を治療する能力を持っている。
月光（ゲッコウ）
二葉の飼い猫。雑種の黒猫。7歳のオス。全身傷だらけなのが特徴。

#### その他叉美学園関係者
桐姫（きりひめ）
声：山本麻里安
双籠の姫。通称「姫」。双籠の地を護る者で、双籠の結界で火焔を封印した。本人は既に1000年前に死亡している。幽霊となった後も白雪と共に火焔の力を封じ続けている。対の者たちに力を授けたのは彼女の思念体で、本体は学園内の何処かで結界を保っている。その場所を知る者はいない。
白雪（しらゆき）
姫の猫。姫と同じく1000年前に死亡し、幽霊となった後も姫と共に在る。双籠の地の猫たちは白雪の末裔。猫らには「白雪様」と呼ばれている。
桟道阿騎隆（さんどう あきたか）
蘭学者。叉美学園を創設した人物で、既に故人。1879年誕生、1962年に死亡。100年前火焔を完全に封印したが、火焔の『100年後に蘇る』という予言に備えて学園を創設し、｢対の者｣に未来を託した。学園には彼の胸像が存在する。
桟道信久（さんどう のぶひさ）
阿騎隆の直系の祖先で1000年前に双籠の地で火焔と戦った。桐姫同様、双籠の結界によって現世に縛られている。桐姫を慕っているが姫からは、「今の彼は、正気ではない。」と一蹴されている。
本作の黒幕であり首謀者。火焔と協力関係にある。封印されたはずの霊獣たちが学園、つまり双籠の地で活動で来るのも彼の仕業である。もとは人間のために霊獣と戦ったが1000年間、現世に囚われている間に考えが変わった。人間を憎む霊獣たちを再び地上に開放すると約束しながらも結界機能を利用して霊獣たちに自分に服従するという身勝手な条件を提案した。結局、この身勝手さこそ霊獣が人間を嫌う点だと指摘され、反発する霊獣たちや対の者たちに倒されてしまう。
上村菜々子（かみむら ななこ）
声：水原薫
ユミの同級生で友達。1年生の女子。ユミには「菜々ちゃん」と呼ばれている。猫は飼っていない。

#### 野良猫
叉美学園の土地の中に住む飼い主のいない猫たち。ボスはムサシマル。対の者たちの事情を知っている。
ポン太（ぽんた）
左目が黒縁のネコ。九十九と螺蜘の密会を目撃してしまったため、運悪く螺蜘に食べられてしまう。旧校舎の図書室に生息していた。
シンパチ
鼻の大きなネコ。ポン太の友達で探しているところでユミと出会った。名前はユミが命名。

### 霊獣
火焔（カエン）
声：髙階俊嗣
大妖怪猫又。尾が2つある黒猫で大きさは自在に変わる。炎を自在に操る最古の猫神で、全てのネコの始祖と呼ばれている。かつてはエジプトや中国にも現れ文明を滅ぼしたこともあり、1000年前に人間と戦って敗れた。物語の舞台では、封印から解放されたが、ある目的のためカラスに憑依している。また協力関係にある複数の霊獣と行動を共にしている。
九十九一首（ツクモイッシュ）声：土門仁
妖狐。火焔の手下で、通称（自称?）「火焔の右膝」。人間の美しい髪の毛を頭ごと集める妖怪。自分の長い髪の毛が自慢で、馬鹿にされると激怒する。対の者の猫らには野狐（ヤコ）と呼ばれる。全ての霊獣は、基本的に敵同士とされる中、火焔に窮地を救われた過去を持つため忠誠を誓っている。
小結界を欺く方法を火焔に教わり、叉美学園の教頭に取り憑いた。葉っぱを使い妖術を用いる。
教頭（きょうとう）
叉美学園の教頭先生。白いスーツと特徴的な眼鏡をかけている長身の男性。対の者に関しては知らない模様。オネエ言葉でしゃべり、とても口うるさいが、生徒のことを思ってのこと。九十九に取り憑かれてしまう。
『召喚樹の葉』（しょうかんじゅのは）
結界内に封印された霊獣たちを呼び起こす妖術。
『伝言樹の葉』（でんごんじゅのは）
離れた位置にいる仲間に言葉を伝える。相手と会話することも可能。
バンガイ
猪突記稀勇（ちょとつきゆう）の霊獣。巨大な猪。通称「ブタ」。背中には全てを吸い込みすり潰す石臼を背負っている。会長によって倒された。

#### 五聖獣
九十九により現代に蘇った強力な五匹の妖怪。それぞれ叉美学園の生徒に取り憑いている。九十九の力のおかげでこの世に存在できるため、彼の指示には従っているが、本心は反発している者もいる。
螺蜘（ラチ）
五聖獣の一匹。鎌蜘蛛の螺蜘（かまぐものラチ）。本体は、蜘蛛と蜂が融合したような姿を取る。また甲虫の頑強性、蜂の俊敏性、蜘蛛の柔軟性を併せ持つ。さらに強力な粘着力を持つ糸と、致死毒を持った子蜘蛛を使役する。人の姿でも巨大な毒鎌を駆ることができる。食欲旺盛だが人間を食べることを九十九に禁止されたため、野良猫たちを片っ端から食っていた。最後はツバメの矢に貫かれて霊魂が砕け散った。
高坂アキ（こうさか アキ）
螺蜘に取り憑かれた2年生の女子。2年C組。
牙王（キバオウ）
五聖獣の一匹。本体は、オオカミの姿を取る。生徒との融合後も二足歩行ながら半人半獣の人狼の姿をしている。このため、かなり目立つ。カンスケを一撃で倒すなど、かなり強い。
ダラク
五聖獣の一匹。本体は、巨大なナマズの姿を取る。霊獣は、基本的に敵同士であることもあり、命令してくる九十九には反発している。近くにいる怨霊を操ることが出来る。体格のいい男子生徒に取り憑いている。
沙姫羅（サキラ）
五聖獣の一匹。大蛇の沙姫羅（オロチのサキラ）。幻覚を見せる能力がある。女子生徒に憑りついている。また彼女を「姉者」と呼ぶ大きな蛇を従えている。
白尾（ハクビ）
五聖獣の一匹。本体は、翼を持つドラゴンの姿を取る。初対面の相手に対してさえ「兄弟」と呼びかける太々しい所がある。また火焔、九十九に不満を見せる他の五聖獣を「目的のために協力するべきだ」と諭したり、信久に逆らうなど自分の目的を追求するためには方便も無茶も辞さない。長髪の男子生徒に憑りついている。

## 備考
- 単行本1巻の1話2話には大幅な修正が加えられている。
- 各単行本の終わりには描き下ろしおまけ漫画が収録されている。

## 単行本
- 岩原裕二 『学園創世 猫天!』 秋田書店〈チャンピオンREDコミックス〉、全5巻
  1. 発売日：2007年5月18日 ISBN 978-4-253-23261-6
  2. 発売日：2007年5月18日 ISBN 978-4-253-23262-3
  3. 発売日：2007年12月20日 ISBN 978-4-253-23263-0
  4. 発売日：2008年6月20日 ISBN 978-4-253-23264-7
  5. 発売日：2008年12月19日 ISBN 978-4-253-23265-4

## ドラマCD
2008年7月24日発売。
発売・販売元：フロンティアワークス
販売協力：ジェネオンエンタテインメント